# Alice Wheeldon

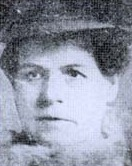
Alice Wheeldon (ohne Jahr, Urheberrechte ungeklärt)

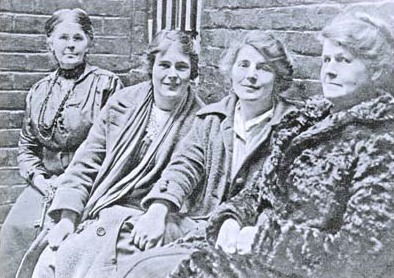
Eine Gefängnisaufseherin, Hettie Wheeldon, Winnie Mason, Alice Wheeldon (1917, Urheberrechte ungeklärt)

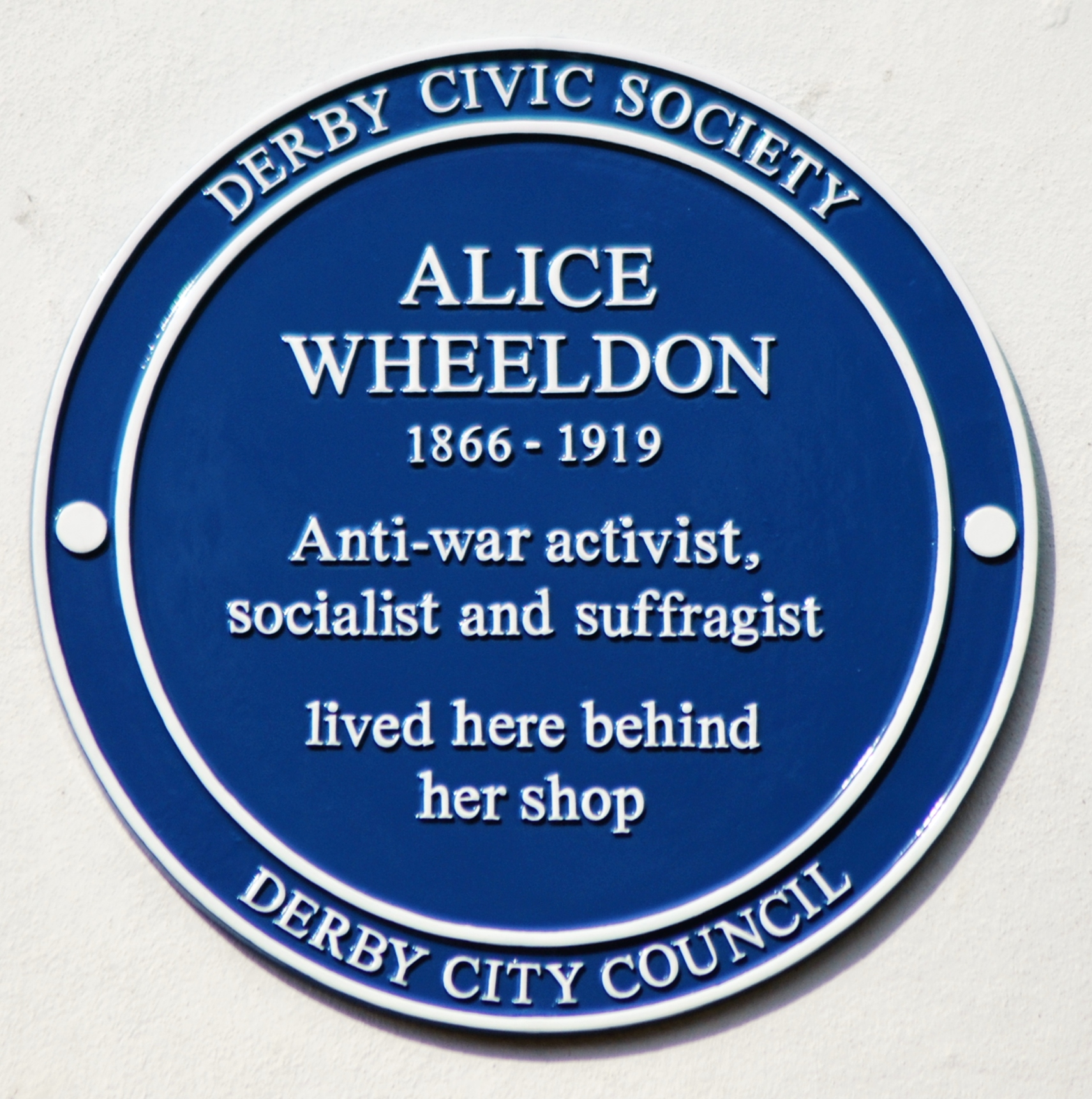
Blue Plaque in Derby

Alice Ann Wheeldon (geboren als Alice Ann Marshall 27. Januar 1866 in Derby; gestorben 21. Februar 1919 ebenda) war eine britische Frauenrechtlerin und Kriegsgegnerin.

## Leben
Alice Marshalls Vater war Arbeiter. Sie heiratete 1886 den Mechaniker William Augustus Wheeldon, sie hatten vier Kinder: Nellie (1888), Hettie (1891), Willie (1892) und Winnie (1893).
Alice Wheeldon betrieb ein kleines Geschäft mit Gebrauchtwaren. Sie interessierte sich für Politik, ob sie Mitglied der Socialist Labour Party wurde, ist nicht nachweisbar. Sie und auch ihre Töchter engagierten sich in der 1903 gegründeten Women’s Social and Political Union, die sich mit radikalen Mitteln für das Frauenwahlrecht einsetzte. 
Mit Ausbruch des Ersten Weltkriegs kam es zu einem Burgfrieden zwischen der großbürgerlich dominierten Suffragettenbewegung und der britischen Regierung. Die Wheeldons waren Pazifisten und blieben dies auch nach Kriegsausbruch. Sie schlossen sich der No-Conscription Fellowship an, die das Wehrgesetz zu verhindern suchte, das 1916 in Großbritannien die Wehrpflicht einführte. Es enthielt sehr eingeschränkte Möglichkeiten, den Kriegsdienst aus Gewissensgründen zu verweigern. Der Sohn Willie wurde nicht anerkannt und 1916 als Soldat eingezogen.
Die Familie Wheeldon unterstützte Kriegsdienstverweiger, so bot sie einmal einem jungen Mann einen Unterschlupf für eine Nacht an. Dieser erwies sich später als Polizeispitzel und Provokateur des MI5. Am 30. Januar 1917 wurde die Familie verhaftet und angeklagt, einen Giftmordanschlag auf den Premierminister David Lloyd George und den Labour-Politiker Arthur Henderson geplant zu haben. Der Prozess wurde vom Attorney General Frederick Edwin Smith aus Derby nach London an das Old Bailey geholt. Smith verhinderte die Vorladung des Spitzels und damit das Kreuzverhör durch die Verteidigung.
Alice Wheeldon wurde zu zehn Jahren Gefängnis verurteilt, die Tochter Winnie zu fünf Jahren, deren Ehemann Alfred Mason zu sieben Jahren, die Tochter Hettie kam frei. Alice Wheeldon wurde im Aylesbury Prison inhaftiert, wo sie einen Hungerstreik begann, sie wurde dann in das Holloway Prison verlegt. 
Wegen ihres schlechten Gesundheitszustands wurde Wheeldon am 1. Januar 1918 bedingt entlassen, sie starb entkräftet ein Jahr später während der europäischen Grippeepidemie. An ihrem Grab sprach der Kriegsgegner John Clarke. Winnie und Alfred Mason wurden am 26. Januar 1919 aus der Haft entlassen. Die Tochter Hettie starb 1920, der Sohn Willie emigrierte 1921 nach Russland. Er wurde während der Stalinschen Säuberungen 1937 ermordet.
Der „Fall Wheeldon“ wurde auch später diskutiert. Die Biografin Nicola Rippon vertrat 2009 die Ansicht, dass die Regierung seinerzeit den Anschlagsplan inszeniert habe, um die Kriegsmüdigkeit in der Bevölkerung zu bekämpfen und die erstarkende Antikriegsbewegung zu diskreditieren. Wheeldons Rehabilitierung kommt nur stückchenweise voran, 2013 wurde von der Gemeinde Derby eine Gedächtnisplakette (Blue Plaque) an ihrem Wohnhaus angebracht. Die Nachkommen Wheeldons wünschen sich weiterhin eine gerichtliche Feststellung ihrer Unschuld.